# Majsanić
Majsanić je hrid u Korčulanskom otočju, u Pelješkom kanalu, a nalazi se oko 1600 metara južno od Orebića na poluotoku Pelješcu. Najbliži otok je Majsan, oko 90 metara jugozapadno.
Površina otoka je 3466 m2, a visina 3 metra.

## Vanjske poveznice
|  | Zajednički poslužitelj ima još gradiva o temi Majsanić |